# Калиновский (Екатеринбург)
Кали́новский — посёлок в Кировском административном районе Екатеринбурга. С юга граничит с жилым районом «Шарташский», с юго-востока — с Новоберёзовским микрорайоном города Берёзовского. Территория посёлка составляет 1870 га, в том числе жилой район — 820 га. Северная часть заболочена.
На территории посёлка находятся земли совхоза «Орджоникидзевский», воинские части, складская зона МУП «Контакт», проходит газопровод высокого давления, линия электропередач. Население на 2000 год составляло 2600 человек. Протяженность улиц — 5,45 км. Исторически в посёлке сложилась застройка домами усадебного типа, в 1970-х — 1980-х годах в южной части посёлка был выстроен квартал из нескольких многоэтажных жилых домов типовых серий.
До 1985 года посёлок Калиновский входил в состав города Берёзовского, после чего вместе с частью нынешнего микрорайона Шарташ был переведён в состав Свердловска.
В июле 1995 года часть жилого фонда поселка, которая находилась на балансе завода «Горно —спасательное оборудование», была передана в муниципальную собственность.

## Транспорт
Станций метро поблизости нет. С городом посёлок связывает автобусный маршрут № 75.

## Электронные ресурсы
- Петкевич Т. А. Калиновский // Энциклопедия Екатеринбурга [Электрон. ресурс] : электронная энциклопедия. — Электрон. дан. и прогр. — Екатеринбург. : ИИиА УрО РАН, год не указан. — 1 электрон. опт. диск (CD-ROM).